# Bastone animato
Il bastone animato è un bastone da passeggio che nasconde al suo interno una lama di spada, solitamente uno stocco, che una volta sguainata, può essere usata per la difesa personale contro eventuali aggressori.

## Storia
Una tipo simile di arma era già in uso in tempi piuttosto antichi, come il Dolon degli antichi romani o la Shikomizue giapponese. Il bastone animato divenne comune in Europa a partire dal XVI secolo, cioè in concomitanza con la diffusione del bastone da passeggio.
Poco dopo l'introduzione sul mercato divenne popolare anche come "bastone porta accessori": al posto della lama da spada potevano essere inseriti lame di coltello, contenitori per alcolici, fiale, o attrezzi di piccole dimensioni. Nella maggior parte dei casi il manico del bastone continuava a fungere da manico per i vari oggetti occultati.
Era ancora d'uso comune negli anni 1930. Ad oggi nel necessita invece di un'apposita licenza di porto di armi in molti Stati del mondo.

## Costruzione
Il bastone animato è ad oggi ancora prodotto presso officine specializzate:
- Per la costruzione del "contenitore", cioè l'astile vero e proprio, si è sempre utilizzato del legno di varietà pregiate (Malacca), esotiche (bambù) o nostrane (corniolo);
- Il manico ha solitamente parte terminale metallica: un semplice pomello o un'impugnatura più raffinata, ornata di fregi e vere e proprie sculture (cariatidi, teste di animali, ecc.)[1].
- Dato che in origine erano abbastanza frequenti gli incidenti causati dal semplice meccanismo di apertura a pressione, il manico viene oggi bloccato quasi sempre con un duplice sistema di bloccaggio;
- La lama celata nel bastone era uno stocco atto a colpire di punta, molto rassomigliante quella dello spadino in largo uso come arma da duello nel Settecento ed Ottocento. Alcuni esemplari più ingegnosi occultavano anche piccole lame di stiletto nell'impugnatura, costituentesi quali guardia per lo schermidore una volta estratte.

## Versioni particolari

### Shirasaya
Lo Shirasaya (白鞘?) (letteralmente "fodero bianco" perché il legno originariamente utilizzato per la costruzione è quello di magnolia, che è molto chiaro) è un tipo di arma bianca prodotta in Giappone, in cui però si utilizza una spada giapponese (Katana) celata in un Bō (棒: ぼう), termine giapponese che significa appunto "bastone".
Lo Shirasaya fungeva da custodia per mettere a riposo le lame delle katane poiché il legno aderiva perfettamente ad esse, senza far entrare aria. Così facendo la spada non si arrugginiva anche se non usata per lunghi periodi di tempo. Quando il trasporto delle spade fu proibito, i samurai iniziarono ad usare gli shirasaya come vere e proprie katane, poiché sembravano bastoni ed era un ottimo camuffamento.
Esiste anche un altro tipo di shirasaya in cui la lama celata è quella di un Ninjatō (忍者刀), la spada dei ninja, e viene detto appunto "Shirasaya Ninjatō".

## Disciplina normativa nel mondo

### Italia
È considerato un'arma impropria, al pari di altri strumenti ibridi. Diverso il caso in cui la lama abbia il filo su entrambi i taglienti, in tal caso viene consiserato assimilabile al pugnale e ne segue le normative.

### Regno Unito
Per l'Inghilterra vige analoga regola, salvo per quei pezzi che abbiano oltre un secolo di vita, in tal caso sono quindi affrancati secondo il Criminal Justice Act del 1988 (Offensive Weapons) Order 1988, ISBN 0-11-088019-6.

### Stati Uniti d'America
Negli USA è illegale in molti stati in quanto considerato arma o arma dissimulata. In alcuni Stati federati degli Stati Uniti d'America come Arkansas e California ne è espressamente vietata la produzione, rispettivamente con le leggi (Ark. Code Ann. § 5-73-120(b)(3)(B)) e (Cal. Pen. Code § 12020(a)(1).